# ألكسندر كوفاليف (لاعب كرة قدم مواليد 1950)
ألكسندر كوفاليف (بالروسية: Ковалёв, Александр Петрович)‏ هو مدرب كرة قدم ولاعب كرة قدم روسي، ولد في 12 أكتوبر 1950 في تشيتا أوبلاست في روسيا.